# Brucellosi
La brucellosi è una malattia infettiva provocata dai batteri del genere Brucella. La brucellosi ha molti sinonimi, derivati dalle regioni geografiche in cui la malattia è più diffusa: febbre maltese, febbre melitense, febbre mediterranea, febbre di Cipro, febbre di Gibilterra; o dal carattere discontinuo della febbre: febbre ondulante, tifo intermittente.
Colpisce principalmente gli animali, causando mastite bovina e aborto, sempre nei bovini. Può colpire accidentalmente l'uomo, causando una forma morbosa che può assumere caratteristiche cliniche variabili, simulando il quadro di molte altre malattie febbrili.
Il germe prende il nome da David Bruce, medico scozzese che per primo lo isolò.

## Storia
La storia della brucellosi è strettamente legata all'occupazione dell'isola di Malta da parte delle truppe britanniche.
- Nel 1861, a Malta, per primo Marston differenziò la "febbre maltese" dalle altre sindromi febbrili.
- Nel 1886, David Bruce, medico scozzese incaricato dalla Royal Society di Londra di studiare la "febbre maltese", isolò per primo, nel tessuto splenico di un paziente maltese deceduto, l'agente eziologico della malattia: un batterio che chiamò Micrococcus melitensis.
- Nel 1895, in Danimarca, Bernhard Lauritz Frederik Bang identificò il bacillo responsabile di aborto contagioso nel bestiame bovino; il germe fu chiamato "bacillo di Bang", che poi verrà rinominato Brucella abortus.
- Nel 1897, in Inghilterra, Almroth Edward Wright dimostrò la presenza di anticorpi agglutinanti le brucelle nel siero dei malati di febbre di Malta; nel 1905, il medico maltese Themistocles Zammit scoprì gli stessi anticorpi nelle capre infettate da brucelle.
- Fu istituita dalle autorità britanniche una "Commissione per la Febbre Mediterranea" che, tra il 1904 e il 1907, concluse che, a Malta, le capre indigene erano il serbatoio dell'infezione e il loro latte non pastorizzato era il veicolo di trasmissione della malattia dall'animale all'uomo.
- Nel 1918, negli USA, Evans dimostrò la somiglianza tra il "bacillo di Bang" e Micrococcus melitensis.
- Nel 1920 Meyer e Shaw proposero di raggruppare i due germi sotto lo stesso genere Brucella, chiamato così in onore del primo scopritore David Bruce. Le due specie furono chiamate B. abortus e B. melitensis.
- Nel 1914, negli USA, Traum isolò Brucella suis da aborti suini.
- Negli anni successivi furono scoperte altre brucelle animali: Brucella ovis dalle pecore, Brucella neotomae da roditori del deserto dello Utah, Brucella canis da cani e per ultima, nel 1994, Brucella maris da cetacei.
- Nel 2019, circa 3 000 persone nel nord-ovest della Cina si ammalarono a seguito della fuoriuscita del batterio da un laboratorio biofarmaceutico che produceva vaccini per animali. La notizia è stata confermata dal governo cinese solo nel 2020.

## Eziologia
Gli agenti eziologici sono piccoli cocco-bacilli Gram negativi del genere Brucella del quale esistono 7 specie, ciascuna con diverse biovarianti:
- Brucella melitensis: sono distinti 3 biotipi di questa specie, numerati dall'1 al 3. Colpisce prevalentemente i caprini in cui causa aborto. È patogena anche per l'uomo, per il quale costituisce l'agente eziologico prevalente in Italia e in tutto il bacino del Mediterraneo.
- B. abortus: in precedenza detta bacillo di Bang, causa aborto nei bovini ed è la specie più diffusa nel mondo a causa della vasta distribuzione dei bovini. Presenta 8 diversi biotipi numerati dall'1 al 9 (manca l'8). Ad eccezione del biotipo 1, diffuso in tutto il mondo, i singoli biotipi non sono presenti uniformemente: di solito in ogni singolo paese si trovano solo due o tre biotipi. Nell'uomo l'infezione da B. abortus è di solito meno grave e meno diffusa di quella provocata da B. melitensis.
- B. suis: se ne distinguono 4 biotipi, contrassegnati dall'1 al 4. Causa aborto nei suini e anche in alcuni roditori. Nell'Europa occidentale e centrale è abbastanza diffuso il tipo 2. Nell'uomo causa una malattia più debilitante e di maggior durata rispetto alle altre specie.
- B. ovis
- B. neotomae
- B. canis: non è distinta in biotipi, causa aborto nelle femmine di loppide e infezioni nell'apparato genitale dei maschi. Può colpire occasionalmente anche l'uomo, nel quale dà una sintomatologia più mite e un decorso più breve rispetto alle altre specie. I pochi casi riferiti si sono manifestati esclusivamente in persone addette alla cura di animali infetti (veterinari, ecc.)
- B. maris: per questa specie, non patogena per l'uomo, è stata proposta la divisione in B.pinnipediae e B.cetaceae.

Le specie certamente patogene per l'uomo sono, in ordine di frequenza, B. melitensis nelle biovarianti 1, 2 e 3, B. abortus nelle biovarianti 1-6 e 9, B. suis e B. canis.
La B. suis biovariante 2 è endemica nelle popolazioni di lepri selvatiche del nord Europa. La sua presenza è stata segnalata anche in esemplari di cinghiale selavatico deceduti in Abruzzo (nel 2012), in Piemonte e nel sud Italia (nel 1995).

## Epidemiologia
La malattia è cosmopolita ma ha una maggiore prevalenza nel bacino del Mediterraneo, nella penisola araba, nel subcontinente indiano e in America Centrale.
La brucellosi è una zoonosi: tutte le infezioni nell'uomo sono conseguenti al diretto contatto con animali infetti, con loro secrezioni attraverso lesioni o abrasioni cutanee o attraverso le mucose, o all'ingestione di latte e latticini contaminati e non pastorizzati.
La brucellosi è una malattia professionale degli allevatori, dei veterinari, dei lavoratori dei mattatoi e del personale di laboratorio.
Le carni sono raramente fonte d'infezione perché di solito vengono cotte e comunque la carica batterica è bassa. La trasmissione interumana è rarissima. Gli individui immunodepressi non sembrano essere particolarmente a rischio di sviluppare la malattia.
Nei Paesi dove era presente, l'eradicazione della brucellosi bovina ha abbattuto significativamente l'incidenza di malattia nell'uomo. In Italia negli ultimi anni alcuni casi sono stati causati dal consumo di prodotti caseari artigianali tipici che subiscono un trattamento termico a bassa temperatura come la giuncata, o il raviggiolo.

## Patogenesi
La gravità della malattia dipende dalle condizioni immunitarie e nutrizionali del paziente, dalla carica infettante e dalla via di acquisizione dell'infezione: per esempio i farmaci antiacidi riducono l'acidità gastrica e facilitano il passaggio delle brucelle attraverso il sistema digerente.
Le brucelle sono patogeni intracellulari obbligati: sono in grado di sopravvivere all'interno delle cellule fagocitiche dell'ospite, evitando di essere uccise.
Le brucelle con il circolo sanguigno raggiungono i linfonodi e, da lì, si disseminano a tutti gli organi del sistema monocito-macrofagico: ad altri linfonodi, al midollo osseo, al fegato e alla milza. L'eliminazione dell'infezione dipende dall'attivazione dei macrofagi con lo sviluppo di una reazione immunitaria cellulo-mediata di tipo Th-1.
Ovini, caprini, bovini e suini eliminano le brucelle con il latte, le urine, le feci e le secrezioni vaginali. Spesso le infezioni provocano l'aborto dell'animale.
Il microrganismo penetra nell'ospite attraverso soluzioni di continuo della cute, oppure tramite la congiuntiva, i polmoni o il tratto gastrointestinale.
Una volta penetrati, i microrganismi vengono fagocitati dai polimorfonucleati e dai macrofagi che, però, non sono in grado di distruggerli completamente.
Dopo la lisi dei polimorfonucleati le brucelle sono fagocitate dai macrofagi tissutali e dalle cellule del sistema reticoloendoteliale dove possono rimanere per mesi.
Tipica è la formazione di granulomi e l'azione patogena sembra riferibile all'endotossina batterica e alla produzione di citochine da parte dell'ospite.

## Clinica
I segni e i sintomi della malattia sono poco specifici: febbre, sudorazione, malessere, anoressia, cefalea, artro-mialgie. La malattia si manifesta improvvisamente dopo 2-4 settimane dall'infezione. La febbre è il segno principale della malattia: all'inizio è irregolare, remittente o intermittente (con sbalzi giornalieri, fino a 38-39 °C), e dopo qualche tempo, nei casi non trattati, diventa tipicamente "ondulante", salendo e scendendo durante la settimana. Un altro segno specifico della malattia, ma poco affidabile per la diagnosi, è la tipica sudorazione, con odore di paglia bagnata o di stalla e una sensazione di cattivo sapore in bocca. Il malessere del paziente è spesso sproporzionatamente maggiore dei segni clinici obiettivi. A volte si possono avere modeste linfo-adenomegalie, epatomegalia e splenomegalia. La brucellosi è una malattia sistemica e può interessare qualunque organo e tessuto. Quando il coinvolgimento di un organo prevale sugli altri si parla di malattia focale.
Dopo adeguata terapia possono aversi ricadute cliniche, che di solito si verificano 3-6 mesi dopo la sospensione del trattamento. Le forme che si cronicizzano sono mantenute dalla persistenza di focolai di infezione in linfonodi, nel midollo osseo, nella milza o nel fegato.

## Complicazioni
La malattia sistemica può essere complicata da particolari manifestazioni d'organo.
Forme gastro-enteriche
Possono aversi linfoadeniti mesenteriche, ileiti e coliti acute, con infiammazione delle placche di Peyer.
Forme epato-biliari
Il coinvolgimento epatico in corso di brucellosi è comune. L'infezione da B.abortus può dare la formazione di granulomi molto simili a quelli della sarcoidosi, mentre l'infezione da B.melitensis è caratterizzata da un quadro isto-patologico simile all'epatite. L'epatopatia brucellare, anche nei casi gravi, si risolve con la terapia antibiotica e non degenera in cirrosi. È possibile la formazione di ascessi epatici cronici che, per la cura, spesso richiedono l'intervento chirurgico. Sono stati segnalati rari casi di pancreatiti e di colecistiti acute.
Forme osteo-articolari
L'interessamento osteo-articolare in corso di brucellosi è molto comune (secondo varie stime dal 10 all'80%). Sono colpite più spesso le grandi articolazioni. Si manifesta con spondiliti (infiammazioni dei corpi vertebrali) o sacroileiti (infiammazione dell'articolazione tra osso sacro e osso ileale). Le spondiliti possono essere molto gravi e complicate da discite, osteomielite, con crolli vertebrali e la formazione di ascessi para-spinali. La spondilite brucellare è clinicamente molto simile a quella tubercolare (detta morbo di Pott), tanto che veniva anche chiamata "pseudo-Pott".
Forme neurologiche
L'interessamento del sistema nervoso è raro. La forma più frequente è comunque la meningite, acuta o cronica, e clinicamente può ricordare la sclerosi multipla. Il liquor, oltre ad apparire limpido, è iperteso dimostrando nel contempo sia una elevata proteinorrachia che una diminuzione del glucosio. Altre forme di neurobrucellosi sono encefaliti, mieliti, radiculo-nevriti, ascessi cerebrali o epidurali, sindromi meningo-vascolari e demielinizzanti. Di solito le forme neurologiche si risolvono dopo trattamento, ma sono segnalati casi di sequele permanenti.
Forme cardio-vascolari
L'endocardite è abbastanza rara (meno del 2% dei casi), ma è la principale causa di morte da brucellosi. Prima dell'introduzione della cardio-chirurgia, l'endocardite brucellare era sempre fatale. Sono segnalati anche casi di pericarditi e di aneurismi micotici (a forma di "fungo").
Forme respiratorie
Sono comuni nei mattatoi. Le forme respiratorie variano da forme lievi, simil-influenzali, a bronchiti, polmoniti, ascessi polmonari, lesioni miliariformi, linfoadenopatie ilari, versamenti ed empiemi pleurici. Possono essere facilmente confuse con le forme tubercolari.
Forme genito-urinarie
Le forme renali sono rare è possono manifestarsi con pielonefriti, nefriti interstiziali, glomerulonefriti. Gli ascessi renali sono simili a quelli tubercolari. L'epididimo-orchite si verifica nel 20% degli uomini affetti da brucellosi e di solito è monolaterale.
Forme in gravidanza
La principale manifestazione della brucellosi nell'animale è l'aborto. Nell'uomo l'argomento è ancora molto dibattuto.
Forme ematologiche
Consistono in anemia, leucopenia, trombocitopenia e disordini della coagulazione. Di solito sono modeste e si risolvono con la terapia. Sono verosimilmente causate dalla stimolazione delle cellule del sistema monocito-macrofagico. Nel 75% dei casi di brucellosi si trovano lesioni granulomatose nel midollo osseo.
Forme cutanee
La dermatite da contatto è comune nei veterinari esposti ad animali infetti. Nel 5% dei casi di brucellosi si hanno manifestazioni cutanee varie (esantemi, eritema nodoso).
Forme oculari
L'uveite è una complicanza tardiva ed è verosimilmente di natura autoimmunitaria.

## Diagnosi

### Anamnesi
Poiché le manifestazioni cliniche della brucellosi sono poco specifiche, è necessaria una accurata raccolta dei dati anamnestici perché sorga il sospetto diagnostico: vanno considerati il rischio occupazionale, i viaggi in zone endemiche, l'ingestione di cibi a rischio.

### Esami bioumorali
Sono poco significativi: i leucociti sono normali o poco ridotti e la VES è variabile.
La diagnosi di certezza ottiene con l'isolamento delle brucelle dall'emocoltura, dalla coltura di midollo osseo o di altri tessuti. L'isolamento in coltura del batterio non riesce sempre (tra il 15% e il 90% dei casi, a seconda delle tecniche). Il personale di laboratorio è a rischio di infezione nel maneggiare campioni infetti e devono essere osservate le giuste precauzioni.

### Esami sierologici
In assenza di conferma batteriologica, è possibile una diagnosi presuntiva dimostrando la presenza significativa o la risalita dei titoli anticorpali nel siero del paziente. La metodica tradizionalmente in uso era la sierodiagnosi di Wright, che è poco sensibile. I test immunoenzimatici (EIA) disponibili possono spesso dare falsi positivi e devono essere confermati da altri esami sierologici più affidabili. Oggi sono disponibili test di microagglutinazione per la ricerca degli anticorpi (Ab) totali agglutinanti (BMAT).
Il BMAT si basa sulla modifica del tradizionale "standard tube agglutination test" (SAT): il test specifico per Brucella si basa sull'agglutinazione diretta di antigeni batterici da parte di anticorpi specifici presenti nel siero del paziente. Il test determina la presenza di IgM, IgG, e IgA. Le IgM prevalgono nelle forme acute di brucellosi e nelle settimane successive diminuiscono di concentrazione; nelle recidive si ha un aumento delle IgG e IgA, e non delle IgM. Il test di immunocattura-agglutinazione degli anticorpi incompleti (non agglutinanti) anti-Brucella (BrucellaCapt) è utile nei casi più insidiosi di forme "croniche" con più alto tasso di compromissione d'organo e per il monitoraggio della risposta alla terapia, poiché anche con il trattamento antibiotico in fase acuta, vi è la possibilità di ricomparsa della malattia, per questo il paziente va monitorato per almeno un anno dalla negativizzazione post trattamento. La terapia antimicrobica riduce notevolmente l'incidenza delle complicanze, delle forme croniche e delle ricadute.
Poiché le brucelle sono microorganismi intracellulari è necessario impiegare antibiotici che penetrino le membrane cellulari e si concentrino bene nelle cellule dell'ospite.

## Terapia
Le tetracicline sono tra i farmaci più attivi, ma vanno sempre impiegati in combinazione con altri farmaci, a causa della frequenza delle ricadute dopo la mono-terapia.
L'Organizzazione mondiale della sanità (OMS) consiglia il trattamento orale con doxiciclina (200 mg/die) associata a rifampicina (600 o 900 mg/die) per almeno 6 settimane, tuttavia l'associazione della doxiciclina per os con la streptomicina intramuscolare (1g/die) per 3 settimane è più efficace. Una volta veniva impiegato, in associazione, anche il cotrimossazolo (Bactrim), che però ha inaccettabili tassi di ricaduta post-trattamento. Il Bactrim può essere usato in associazione con rifampicina, un fluorochinolonico o un aminoglicoside, nelle forme pediatriche (sotto gli 8 anni di età) e in gravidanza, quando è controindicato l'impiego della doxiciclina.
Nelle forme neurologiche (soprattutto meningite) viene spesso utilizzato il cloramfenicolo per la sua maggiore capacità rispetto alle tetracicline di superare la barriera emato-encefalica.
Nelle forme più complicate molti autori consigliano l'associazione con tre farmaci tra quelli elencati.

## Prevenzione
La prevenzione dell'infezione umana dipende dal controllo e dall'eliminazione dell'infezione animale, che si attua principalmente con piani di macellazione degli animali infetti. Sono vietati, solo in Italia, su tutto il territorio nazionale la commercializzazione e l'uso di vaccini contro la brucellosi. Al momento non esistono vaccini sicuri ed efficaci per l'uomo.

## Brucellosi veterinaria
La malattia colpisce numerosi animali: ruminanti, equini, suini, bovini. Brucella abortus provoca l'aborto epizootico del bovino e del bufalo d'acqua (Brucellosi bovina o morbo di Bang); Brucella melitensis infetta principalmente pecore e capre, più raramente il bovino ed il bufalo d'acqua; l'infezione può essere trasmessa all'uomo attraverso il latte non bollito o il contatto con feti e lochiazioni infetti.
Brucella suis colpisce il suino nel quale determina aborto, artrite ed orchite del verro; Brucella canis infetta il cane causando aborto.
La profilassi si esegue tramite un vaccino costituito da un ceppo di agente patogeno vivo (Buck 19) che è pressoché avirulento; un nuovo vaccino, denominato Rb 51, è oggi disponibile: tale presidio immunizzante presenta il vantaggio di non interferire con le prove sierologiche ufficiali (tuttavia l'approvazione per l'uso dei vaccini è ancora in discussione: sebbene in passato la profilassi vaccinale risultasse essere un valido mezzo di controllo, secondo le leggi vigenti ne è vietato l'uso essendo in atto un piano di eradicazione sul territorio italiano). Importante per la profilassi anche l'igiene della stalla e del bestiame ed il rigoroso controllo degli animali di nuova introduzione. L'individuazione di bovini infetti può essere effettuata tramite il Ring test, il test Rosa Bengala, il test di fissazione del complemento e il test ELISA.